# Скорина, Франциск
Франци́ск Скори́на (зап.-рус. Франциск Скорина с Полоцька, церк.-слав. Францискъ Скорина изъ Полоцька, бел. Францыск Скарына з Полацку, лат. Franciscus Scorina de Poloczko; между 1470 и 1490, Полоцк, Великое княжество Литовское — 1551 или 1552, Прага, Королевство Богемия, Священная Римская Империя) — восточнославянский и белорусский первопечатник, философ-гуманист, писатель, общественный деятель, предприниматель и учёный-медик. Переводчик на белорусский извод церковнославянского языка книг Библии и их издатель.
В современной Беларуси Франциск Скорина считается одним из её величайших исторических деятелей. В его честь названы две награды страны: медаль и орден.

## Биография

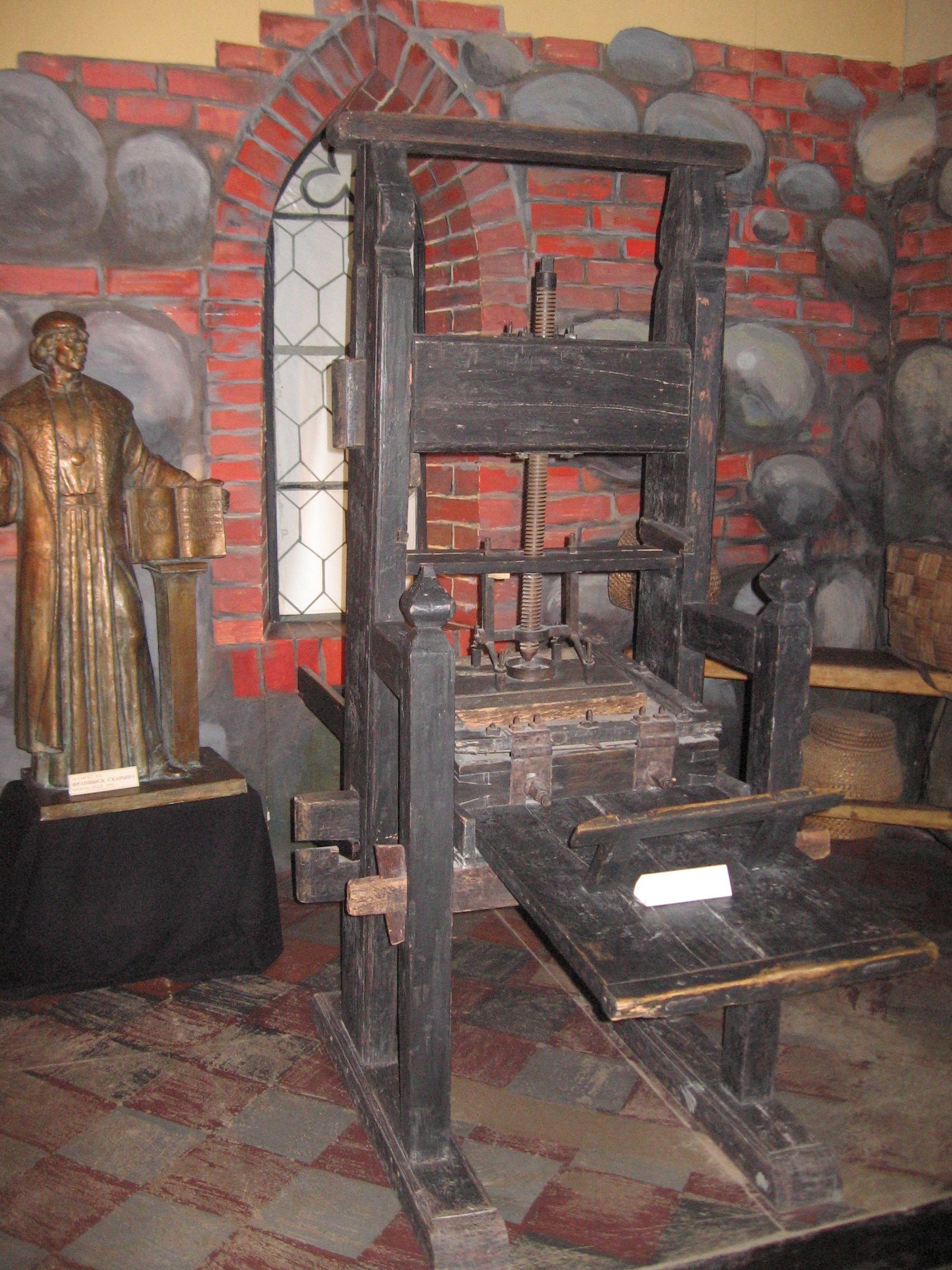
Печатный станок Гутенберга, на котором печатал Фр. Скорина

Франциск Скорина родился в Полоцке — одном из крупнейших городов Великого княжества Литовского — в семье купца Луки или Лукиана и его жены Маргариты. Точная дата его рождения неизвестна. Большинство исследователей считает, что Франциск родился около 1490 года, однако имеются альтернативные версии: 1470, 1476, 1482, 1485, 1486… Фамилия Скорина указывает на то, что среди предков Франциска по отцу могли быть скорняки. Отец печатника — Лукиан Скорина упоминается в жалобной книге Казимиру IV Ягеллончику, за то что он вместе с неким купцом Прокофьевым хитростью заполучил сорок два рубля у Дорони Иванова из Великих Лук.
Долгое время в скориноведении считалось, что вторым именем Франциска Скорины было имя Георгий (Юрий, Юрго). Впервые об этом стали говорить во второй половине XIX века, после того как в 1858 году были опубликованы копии двух грамот короля и великого князя Сигизмунда I на латинском языке. В одной из них перед именем первопечатника стояло латинское прилагательное egregium в значении «отличный, знаменитый», во второй же значение слова egregium было подано как georgii. Эта единственная форма послужила основанием некоторым исследователям считать, что настоящее имя Скорины было Георгий. И только в 1995 году белорусский историк и книговед Георгий Голенченко нашёл оригинальный текст привилея Сигизмунда, в котором известный фрагмент «с Георгием» был изложен следующим образом: «… egregium Francisci Scorina de Poloczko artium et medicine doctoris». Ошибка переписчика вызвала споры вокруг имени первопечатника, которые велись в течение более чем 100 лет.
Имя Франциск встречается в трудах Скорины более ста раз. В некоторых источниках также употребляется полонизированная форма или Францишек. В Предисловии к Псалтыри 1517 года первопечатник называет себя: «… я, Францишек Скоринин сын с Полоцка».
Первоначальное образование Скорина получил в Полоцке. Латинский язык, возможно, изучал в школе монахов-бернардинцев, которая работала при монастыре.
Предположительно в 1504 году становится студентом Краковской академии (университета), но точная дата поступления в университет неизвестна. В университете Скорина слушал курсы перипатетической философии и логики в изложении Яна из Глогова. В 1506 году Скорина заканчивает факультет вольных искусств как философ со степенью бакалавра, позже получает звание лиценциата медицины и степень доктора вольных искусств, о чём свидетельствует четкая актовая запись: «Франциск из Полоцка, литвин».
После этого ещё пять лет Скорина учился в Кракове на факультете медицины, а степень доктора медицины защитил 9 ноября 1512 года, успешно сдав экзамены в Падуанском университете в Италии, где было достаточно специалистов, чтобы эту защиту подтвердить. Вопреки распространённому мнению, Скорина в Падуанском университете не учился, а прибыл туда именно для сдачи экзамена на научную степень, о чём свидетельствует актовая запись университета, датированная 5 ноября 1512 года: «…прибыл некий весьма учёный бедный молодой человек, доктор искусств, родом из очень отдалённых стран, возможно, за четыре тысячи миль и более от этого славного города, для того, чтобы увеличить славу и блеск Падуи, а также процветающего собрания философов гимназии и святой нашей Коллегии. Он обратился к Коллегии с просьбой разрешить ему в качестве дара и особой милости подвергнуться милостью божьей испытаниям в области медицины при этой святой Коллегии. Если, Ваши превосходительства, позволите, то представлю его самого. Молодой человек и вышеупомянутый доктор носит имя господина Франциска, сына покойного Луки Скорины из Полоцка, русин…» 6 ноября 1512 года Скорина прошёл пробные испытания, а 9 ноября блестяще сдал особый экзамен и получил знаки медицинского достоинства.
В 1512—1516 годах внебрачный сын (бастард) короля Сигизмунда І Старого литовский княжич Ян обучался в Италии, изучал право в Болонском университете, где, по-видимому, познакомился с Франциском Скориной. Существует мнение, что в середине 1520-х годов Франциск Скорина был его лекарем и секретарём.
В 1517 году Франциск Скорина основывает в Праге типографию и издаёт кириллическим шрифтом «Псалтырь» в переводе на старобелорусский язык — первое печатное издание в истории белорусского и восточнославянского книгопечатания. Всего на протяжении 1517—1519 годов переводит и издаёт 23 книги Библии. Меценатами Скорины были Богдан Онков, Якуб Бабич, а также князь, воевода трокский и великий гетман литовский Константин Острожский.

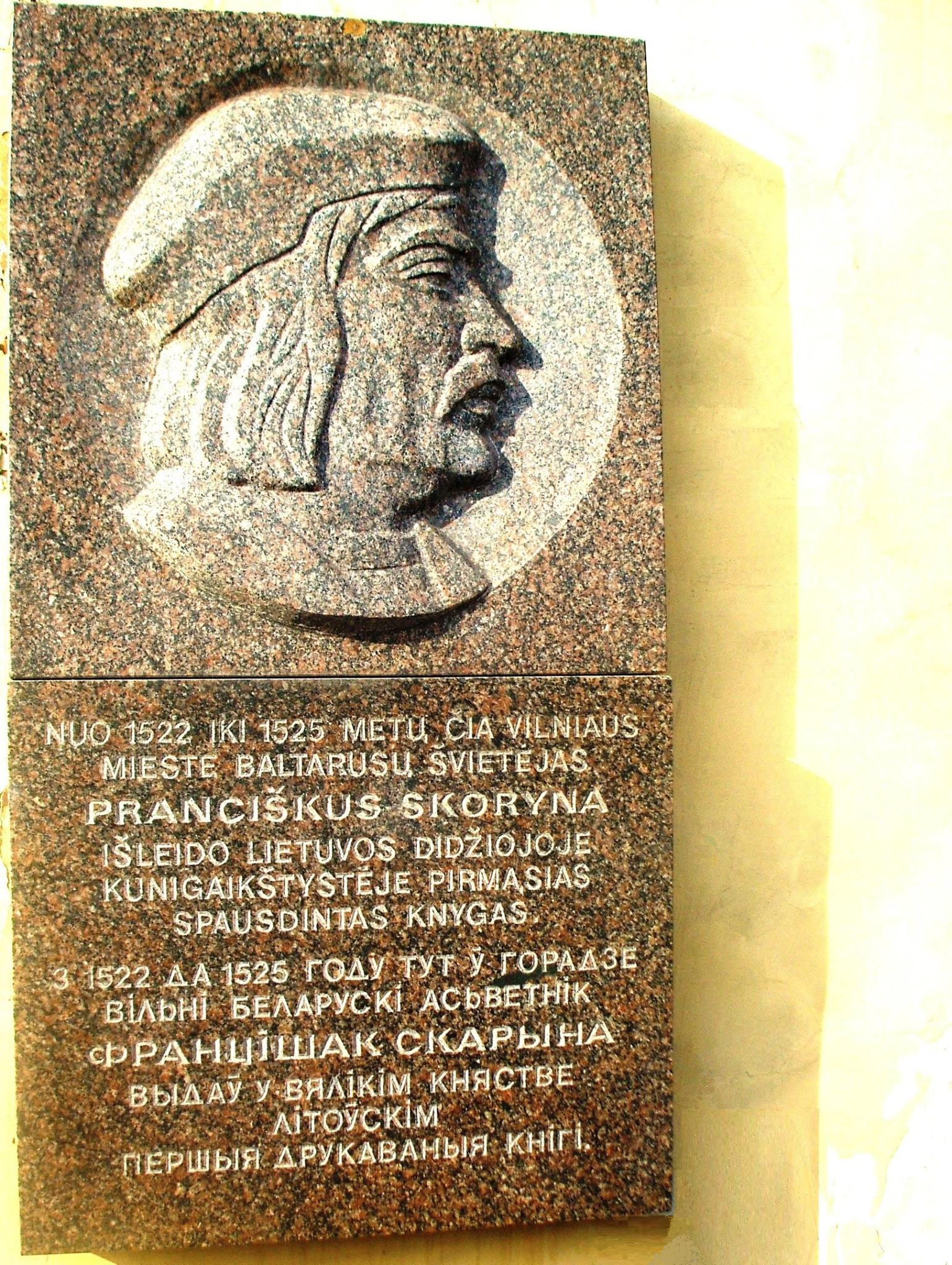
Мемориальная доска в память Ф. Скорины в Вильнюсе по ул. Диджёйи, 19, где находилась его типография

В 1520 году переезжает в Вильну — столицу Великого княжества Литовского, где основывает первую на территории государства типографию. В ней Скорина около 1522 года издаёт «Малую подорожную книжку», а в 1525 году «Апостол».
В 1525 году умирает один из спонсоров виленской типографии Юрий Одверник, после чего издательская деятельность Скорины останавливается. Он женится на вдове Одверника Маргарите (Маркгорете) (скончалась в 1529 году, оставив маленького ребёнка). Спустя несколько лет один за одним умирают другие меценаты Скорины — виленский бурмистр Якуб Бабич (в доме которого и была типография), затем Богдан Онков, а в 1530 году и воевода трокский Константин Острожский.
В 1525 году последний магистр Тевтонского ордена Альбрехт Бранденбургский провёл секуляризацию Ордена и провозгласил светское Прусское герцогство, вассальное по отношению к Королевству Польскому. Магистр был увлечён реформаторскими переменами, которые в первую очередь касались церкви и школы. Для книгоиздательского дела Альбрехт в 1529 или 1530 году пригласил в Кёнигсберг Франциска Скорину. Пишет сам герцог: «Не так давно приняли мы прибывшего в наше владение и Прусское княжество славного мужа Франциска Скорину из Полоцка, доктора медицины, почтеннейшего из ваших граждан как нашего подданного, дворянина и любимого нами верного слугу. Далее, поскольку дела, имущество, жена, дети, которых у вас оставил,— отсюда его зовут, то, отъезжая туда, покорнейше просил нас, чтобы письмом нашим поручили Вашей опеке…».
В 1529 году умирает старший брат Франциска Скорины Иван, кредиторы которого выставили имущественные претензии самому Франциску (видимо, отсюда и спешный отъезд с рекомендательным письмом герцога Альбрехта). Скорина вернулся в Вильну, забрав с собой печатника и иудея-лекаря. Цель поступка неизвестна, но «кража» специалистов стала причиной обиды герцога Альбрехта, который 26 мая 1530 года в письме к воеводе виленскому Альбрехту Гаштольду потребовал возвращения людей.
5 февраля 1532 года кредиторы покойного Ивана Скорины, обратившись с жалобой к королю польскому и великому князю литовскому Сигизмунду I, добились ареста Франциска за долги брата под предлогом того, что Скорина будто бы скрывал унаследованное от покойного имущество и постоянно переезжал с места на место (хотя на самом деле наследником был сын Ивана Роман). Несколько месяцев Франциск Скорина просидел в познанской тюрьме, пока его племянник Роман не добился встречи с королём, которому объяснил дело. 24 мая 1532 года Сигизмунд I издаёт привилей об освобождении Франциска Скорины из тюрьмы. 17 июня познанский суд окончательно решил дело в пользу Скорины. А 21 и 25 ноября Сигизмунд, разобравшись с помощью епископа Яна в деле, издаёт два привилея, по которым Франциск Скорина признаётся невиновным и получает не только свободу, но и всевозможные льготы — защиту от любых судебных преследований (кроме как по королевскому предписанию), защиту от арестов и полную неприкосновенность имущества, освобождение от повинностей и городских служб, а также «от юрисдикции и власти всех и каждого в отдельности — воевод, каштелянов, старост и прочих сановников, врядников и всяких судей».
В 1534 году Франциск Скорина предпринял поездку в Великое княжество Московское, откуда его изгнали как католика. Из польского документа от 1552 года короля польского и великого князя литовского Сигизмунда II Августа к Альберту Кричке, своему послу в Риме при папе Юлии III следует, что книги Скорины в Москве были сожжены за латинство.
Около 1535 года Скорина переехал в Прагу, где, скорее всего, работал врачом или, маловероятно, садовником при королевском дворе. Распространённая версия о том, что Скорина занимал должность королевского садовника по приглашению короля Фердинанда I и основал знаменитый сад на Градчанах, не имеет под собой серьёзных оснований. Чешские исследователи, а вслед за ними и иностранные историки архитектуры, придерживаются канонической теории, что «сад на Граде» был заложен в 1534 году приглашёнными итальянцами Джованни Спацио и Франческо Бонафорде. Близость имён Франческо — Франциск породила версию о садовнической деятельности Скорины, тем более, что в переписке между Фердинандом I и Богемской палатой чётко отмечается: «мастер Франциск», «итальянский садовник», который получил расчет и уехал из Праги около 1539 года. Однако в грамоте 1552 года Фердинанда I сыну тогда уже покойного Франциска Скорины Симеону есть фраза «наш садовник». Чем на самом деле Франциск Скорина занимался в Праге последние годы жизни — в точности неизвестно. Вероятнее всего, практиковал как врач.

### Смерть
Точная дата его смерти не установлена, большинство учёных предполагают, что Скорина скончался около 1551 года или в январе 1552 г. Однако существуют версии, что Скорины не было в живых уже к 1541 году, эта дата чаще всего встречалась в советских энциклопедических словарях. Сохранилась «доверенное грамота» короля Фердинанда I, выданная 29 января 1552 г «Мы, Фердинанд и т. д., провозглашаем этой грамотой, что бывший доктор Франтишек Рус Скорина из Полоцка, который некогда здесь жил, наш садовник — в этом королевстве чешском был чужеземцам — ушел на вечный покой и оставил после себя сына Симеона Руса и определенное имущество, бумаги, долги и прочее, ему должное. I просил нас вышеупомянутый Симеон [выдать] грамоту и общий указ на случай того, что если бы он нашел что-либо из вышеупомянутого имущества своего отца, то чтобы ему была выдана и оказана помощь». Король удовлетворил эту просьбу и приказал всем должностным лицам Чешского королевства помогать Симеону Скорине в таком деле. Среди наследия просветителя назван книги и другие бумаги. В том же году объявили о своих претензиях Мартин Онкавич и лавник виленского магистрата купец Толстик относительно «вещей и имущества… оставшихся после смерти доктора Франциска Скорины и оцененных в 150 коп. в литовской монете»
Место захоронения белорусского первопечатника неизвестно. Симеон Скорина взял от отца в наследство и его профессию: чешский хронист Вацлав Бжезан сообщил, что старший священник Вацлав Бжезан до своей смерти (22 мая 1577 г.) «пользовался услугами доктора, какого-то поляка Симеона, по имени Рус из Полоцка». Фамилия происходит от «русский», в тогдашнем смысле — «беларус», а «поляк» — обычный анахронизм, так как всех жителей Речи Посполитой в Европе иногда называли поляками. Последний раз имя Симеона Скорины упоминается чешским исследовательским садово-паркового искусства Ф. Тёплым: он упоминает о «старом садоводе Русе из Полоцка Шимоне Русаку», «которого из-за его недомоганий послал мужик пан в 1584 г. лечиться в Хороший Воды, около Каплицы» — города в южной Чехии.
В 2017 году исследователь Адам Мальдис предположил, что Скорина мог быть похоронен в костеле Святого Вита в Чески-Крумлове на юге Чехии.

## Книги

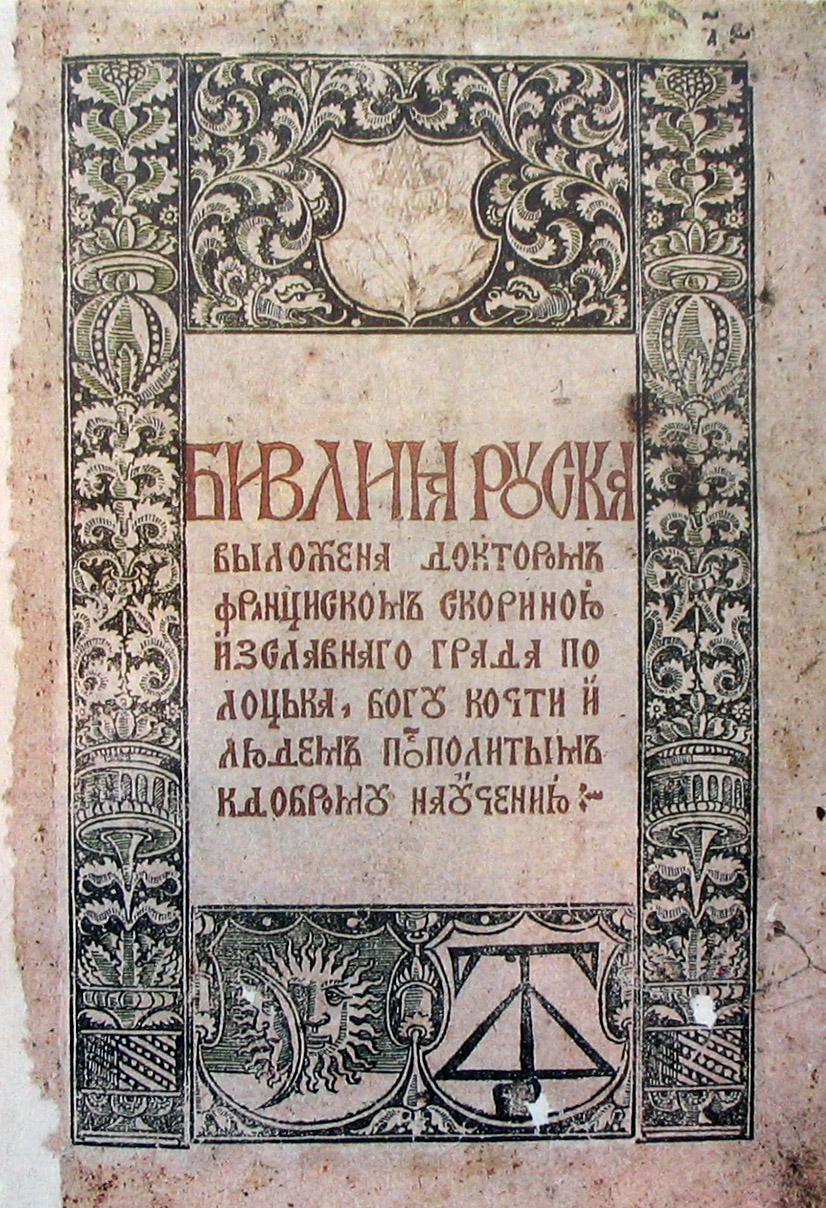
Бивлиꙗ рꙋска выложена докторомъ Францискомъ Скориною из славнаго града Полоцька, Богꙋ ко чти и людемъ посполитымъ к добромꙋ наꙋчению

Язык, на котором Франциск Скорина печатал свои книги, был основан на церковнославянском языке, но с большим количеством белорусских слов, и поэтому был больше всего понятен жителям Великого княжества Литовского. Долгое время среди белорусских лингвистов велись дискуссии о том, на какой язык перевёл книги Скорина: на белорусскую редакцию (извод) церковнославянского языка или на церковный стиль старобелорусского языка. В настоящее время белорусские лингвисты сходятся во мнении, что язык четвёрого перевода Библии Франциска Скорины — это белорусская редакция (извод) церковнославянского языка. Язык Библии Скорины весьма схож с языком рукописного сборника «Десятоглав» Матвея Ивановича Десятого. Кроме того, в работах Скорины замечено влияние чешского и польского языков.
Библия Скорины нарушала те правила, которые существовали при переписывании церковных книг: содержала тексты от издателя и даже гравюры с его изображением. Это единственный подобный случай за всю историю издания Библий в Восточной Европе. Из-за запрета на самостоятельный перевод Библии католическая и православная церковь не признавала книги Скорины.
К настоящему времени известно 523 книги. Наибольшее количество экземпляров (350) хранится в России, 47 — на Украине, 36 — в Польше, 28 — в Беларуси, 19 — в Словении, 18 — в Дании, 11 — в Германии, 10 — в Великобритании, по два экземпляра в Литве и Чехии. Из 28 экземпляров Беларуси в настоящее время 10 хранится в Национальной библиотеке.

## Герб
Основное содержание этого образа «Луна Солнечная» — получение знаний, физическое и духовное лечение человека. Рядом с гербом находится знак «весы», который образовывается буквой «Т», что означает «микрокосм, человек», и треугольником «дельта» (Δ), который символизирует ученого и вход в Царство знаний.
Шрифты и гравированные заставки из виленской типографии Скорины использовались книгоиздателями ещё сто лет.
Герб древнего щляхетского дворянского рода Селява — использовался родом Скорины.

## Взгляды
Взгляды Франциска Скорины свидетельствуют о нём как о просветителе, патриоте, гуманисте. В текстах Библии просветитель Скорина предстает человеком, который содействует распространению письменности, знаний. Об этом свидетельствуют его призыв к чтению: «И всякому человеку потребна чести, понеже ест зерцало жития нашего, лекарство душевное, потеха всем смутным, они же суть в бедах и в немощах положены, надежа истинная…». Франциск Скорина — начинатель нового понимания патриотизма: как любви и уважения к своему Отечеству. С патриотических позиций воспринимаются следующие его слова: «Понеже от прирожения звери, ходящия в пустыни, знають ямы своя, птици, летающие по возъдуху, ведають гнезда своя; рибы, плывающие по морю и в реках, чують виры своя; пчелы и тым подобная боронять ульев своих, — тако ж и люди, и где зродилися и ускормлены суть по бозе, к тому месту великую ласку имають».
Гуманист Скорина оставил свой моральный завет в следующих строчках, которые содержат мудрость человеческой жизни и взаимоотношений людей: «Закон прироженый в том наболей соблюдаем бывает: то чинити иным всем, что самому любо ест от иных всех, итого не чинити иным, чего сам не хощеши от иных имети… Сей закон прироженый ест в серци единого кажного человека».
Предисловия и послесловия в Библии Франциска Скорины, где он раскрывает глубокий смысл библейских представлений, пропитаны заботой о разумном упорядочении общества, воспитания человека, установления достойной жизни на земле.

## Вероисповедание
Какой конфессии придерживался Франциск Скорина, в точности неизвестно. Никаких прямых доказательств на этот счет нет, не сохранились и свидетельства самого Скорины. Единственным прямым указанием является высказывание униатского архимандрита Антония Селявы, автора полемической книги Anteleuchus (Вильня, 1622), который, обращаясь к православным, писал о начале Реформации на белорусских землях: «Перед унией (Брестской церковной унией 1596 года) был Скорина, еретик-гусит, который для вас печатал в Праге книги по-руски».

### Католицизм
Скорина мог быть католиком, так как среди книг, издаваемых им в пражский период (1517—1519), были те, которые входят в православный и католический библейский канон («Притчи про мудрого царя Соломона» (1517), «Песнь песней» (1518)). Язык пражских изданий близок к западнорусскому литературному языку (современники называли его «руским», отсюда и «Библия руска»).
В Великом княжестве Московском книги Скорины были сожжены как еретические и написанные на территории, подвластной римской церкви, а сам Скорина изгнан именно как католик. Издательскую деятельность Скорины критиковал православный князь Андрей Курбский, причём уже после своей эмиграции из Москвы.
Существует также ещё один любопытный документ — рекомендательное письмо римского кардинала Иосафа полоцкому архиепископу о неком Иоанне Хризансоме Скорине, написанное в Риме. В нём сообщается, что светлейший и почтеннейший брат Иоанн Хризансом Скорина, который должен вручить послание его преосвященству полоцкому архиепископу, обучен в «этом городском коллегиуме», возведен в сан священника и «возвращается» в диоцезию. Возможно, этот Иоанн Хризансом Скорина был полочанин и приходился родственником Франциску Скорине. Можно предположить, что клан Скоринов всё-таки был католическим. И тогда вполне логичным выглядит и то, что первопечатник Скорина носил католическое имя Франциск. Хотя при первоначальной публикации документ был отнесён к 1558 году, позднее исследователь Г. Галенченко установил, что дата была ошибочной и документ следует относить к XVIII веку. С этим согласуются и упоминаемые в документе реалии, в частности существование католической полоцкой епархии.
Скорина в совершенстве владел латинским языком и учился и защищался католических университетах (Краковском и Падуанском). В Чехии он и его семья были тесно связаны с местным католическим духовенством и приходами. В Вильно Скорина служил в католической курии, был секретарём и помощником виленского католического епископа, что маловероятно для некатолика.

### Православие
Скорина мог быть православным. Факты и аргументы в пользу православного вероисповедания Скорины также многочисленны и косвенны. Во-первых, есть сведения, что в Полоцке до 1498 года, когда был основан бернардинский монастырь, попросту не было католической миссии, поэтому детское крещение Скорины вряд ли прошло по католическому обряду.
Книги виленского периода (1522—1525) печатались на старобелорусском варианте церковнославянского языка (для современников Скорины и ещё столетия спустя это был «словенский» язык — см. «Ґрамма́тіки Славе́нския пра́вилное Cv́нтаґма»). Именно этим можно объяснить их соответствие православным канонам. В своих публикациях переводчик-библеист Скорина поделил «Псалтирь» на 20 кафизм согласно православной традиции, чего нет в западном христианстве. В «Святцах» из «Малой подорожной книжки», где Скорина придерживается православного календаря, он привёл дни памяти православных святых — восточнославянских Бориса, Глеба, Феодосия и Антония Печерских, некоторых южнославянских (Савва Сербский). Однако там нет католических святых, в том числе и ожидаемого святого Франциска. Некоторые имена святых поданы в народной адаптации: «Ларионъ», «Олена», «Надежа». Наиболее основательно такие материалы представлены Михаилом Уляхиным, который подчеркивал отсутствие среди называемых просветителем святых представителей Западной церкви; введение в текст перевода «Псалтири» 151 псалма, что соответствует православному канону; отсутствие в «Символе веры» filioque, признаваемого католиками и протестантами; следование Иерусалимскому (и Студийскому) уставам, которые использовались православием; наконец, прямые констатации: «Утверди, Боже, святую православную веру православных христиан во век века» и т. п. в молитвенных оборотах, помещённых в «Малой подорожной книжке». Следует помнить, с другой стороны, что именно для православных богослужений издавал книги и Швайпольт Фиоль, сам бывший бесспорно католиком; поэтому аргумент «от аудитории» не абсолютен.
Доказательством в пользу «православной» версии может служить и то, что акт вручения insignia in facultate medicine — свидетельства (или диплома) медицинского достоинства — подписывался не в церкви Падуи. Согласно исследованию Владимира Агиевича, в европейских католических университетах католикам знаки достоинства вручались в церкви, а иным, некатоликам in E[pisco]pali palatio in loco solito — в определённых уставом университета местах. Вот и Скорине диплом вручали «в установленном месте епископского дворца», а не в церкви, что указывает на непричастность его к католической конфессии.

### Протестантизм
Существует также теория, что Франциск Скорина был связан с гусизмом — протореформационным движением. Реформаторы XVI века считали Скорину своим соратником. На него ссылались в своих работах Симон Будный и Василий Тяпинский. В документах XVII—XVIII столетия Скорина упоминается как протестант.
Интересным фактом является и то, что экземпляр скориновской «Малой подорожной книжки» из собрания Британской Библиотеки (Лондон) носит на себе экслибрис Пауля Сператуса (1484—1551), соратника Мартина Лютера: в 1524 году Пауль Сператус прибыл в Пруссию по рекомендации Лютера и стал там главным деятелем реформации, а с 1530 года стал лютеранским епископом Помезании. Как полагают, Скорина вручил епископу Сператусу этот экземпляр при посещении Кёнигсберга в 1530 году
Характерно и то, что прусский герцог-реформатор Альбрехт пригласил в Кёнигсберг именно Франциска Скорину, хотя мог бы найти специалистов в книгопечатании и медицине среди единоверцев и соотечественников.
Словенский лингвист Копитар в изданном в Словакии в 1839 году на латыни труде, ссылаясь на работы современных ему исследователей лютеранства, предположил не только встречу Скорины с Мартином Лютером в Виттенберге за ужином в доме Филиппа Меланхтона, но и некие козни, которые строил Скорина против Лютера. И одновременно усомнился в этой теории: «Уже если бы кто-нибудь [внимательно] рассмотрел то, что в 1517—19 г. в богемской Праге доктор медицины университета Франциск Скорина издал со вкусом Библию русскую и вслед за этим в 1525 г. в Вильно другие многочисленные церковные [ecclesiastica] литовско-русские книги, то не родилось бы у него полностью естественное предположение, что то подозрение относилось к этому доктору Скорине, грекокатолику, который переводя с Вульгаты, был противником Лютера, переводившего с оригинала. И по этой самой причине он [Скорина] более всего мог быть неприятен этому реформатору, протестанту [hieromonacho], к тому же женатому».

## Память
- Имя Скорины носят университет в Гомеле, центральная библиотека, педагогическое училище, гимназия № 1 в Полоцке, гимназия № 1 в Минске, гимназия в Вильнюсе, общественное объединение «Общество белорусского языка» и другие организации и объекты.
- В разное время имя Франциска Скорины носили пять улиц Минска, а также улицы (переулки) во Львове, в Барановичах, Воложине, Гомеле, Житковичах, Глубоком, Клецке, Молодечно, Пинске, Светлогорске, Слониме, Столбцах, Берёзе, Бресте, Полоцке и других населённых пунктах.
- Памятники Скорине установлены в Полоцке, Минске, Лиде, Калининграде, Вильнюсе, Кишинёве и Праге.
- Именем Франциска Скорины названа малая планета № 3283, открытая 27 августа 1979 года советским астрономом Николаем Черных[53].

### В филателии и нумизматике
- Медаль Франциска Скорины
- Орден Франциска Скорины
- Юбилейная монета СССР  достоинством 1 рубль

### В кинематографии
- Я, Франциск Скорина… — кинофильм, посвящённый Франциску Скорине, роль которого исполнил Олег Янковский.

Крупнейшие мероприятия, направленные на чествование Франциска Скорины, происходили в Беларуси и зарубежных странах в 1917, 1925, 1967, 1972, 1986—1991, 2017 годах. Особую значимость обрело празднование в 2017 году 500-летия белорусского книгопечатания, которое дало большой импульс исследованию и популяризации наследия Франциска Скорины. На протяжении 2012—2017 годов благодаря усилиям Алеся Суши и Романа Мотульского были организованы выставки изданий Франциска Скорины (в том числе из зарубежных собраний) в Минске, Полоцке, Москве, Праге, Лондоне и пр.; состоялись научные конференции, художественные конкурсы, пленэры, массовые мероприятия для детей; из печати вышли десятки научных и популярных публикаций на различных языках. Под руководством А. Суши также была проведена научная работа по выявлению, описанию и получению цифровых копий изданий Франциска Скорины из Великобритании, Германии, Польши, России, Украины, Чехии и других стран, в результате чего была сформирована электронная коллекция из более чем 200 полнотекстовых копий. В 2013—2017 годах был реализован фундаментальный по своей значимости научный и издательский проект по факсимильному воссозданию книжного наследия Франциска Скорины (издано 20 томов). В 2015—2017 годах состоялось возвращение «Малой подорожной книжки» Ф. Скорины в Беларусь.

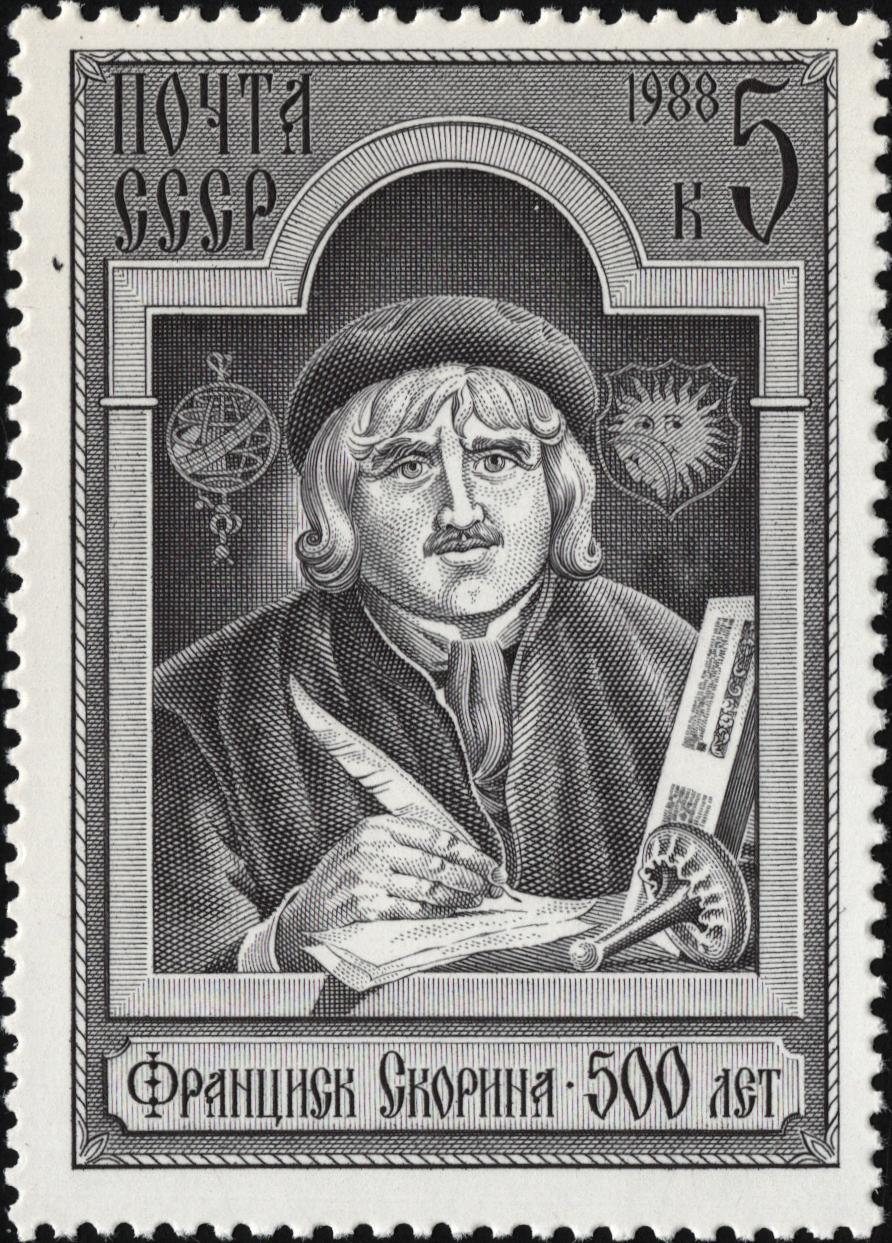
Почтовая марка СССР, 1988 год
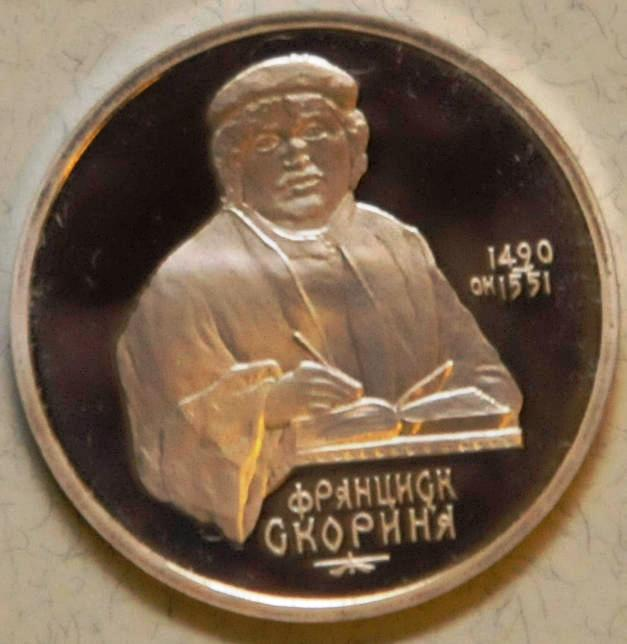
Юбилейная монета, СССР, 1990 год
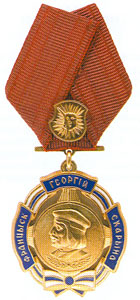
Орден Франциска Скорины
Памятник в Минске, во дворе главного корпуса БГУ
Памятник в Минске, у Национальной библиотеки Беларуси
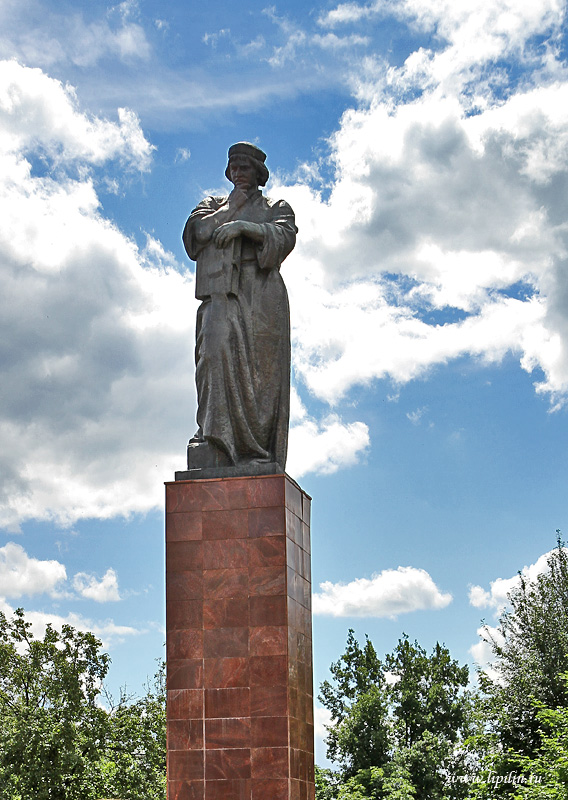
Памятник в Полоцке
Памятник в Лиде
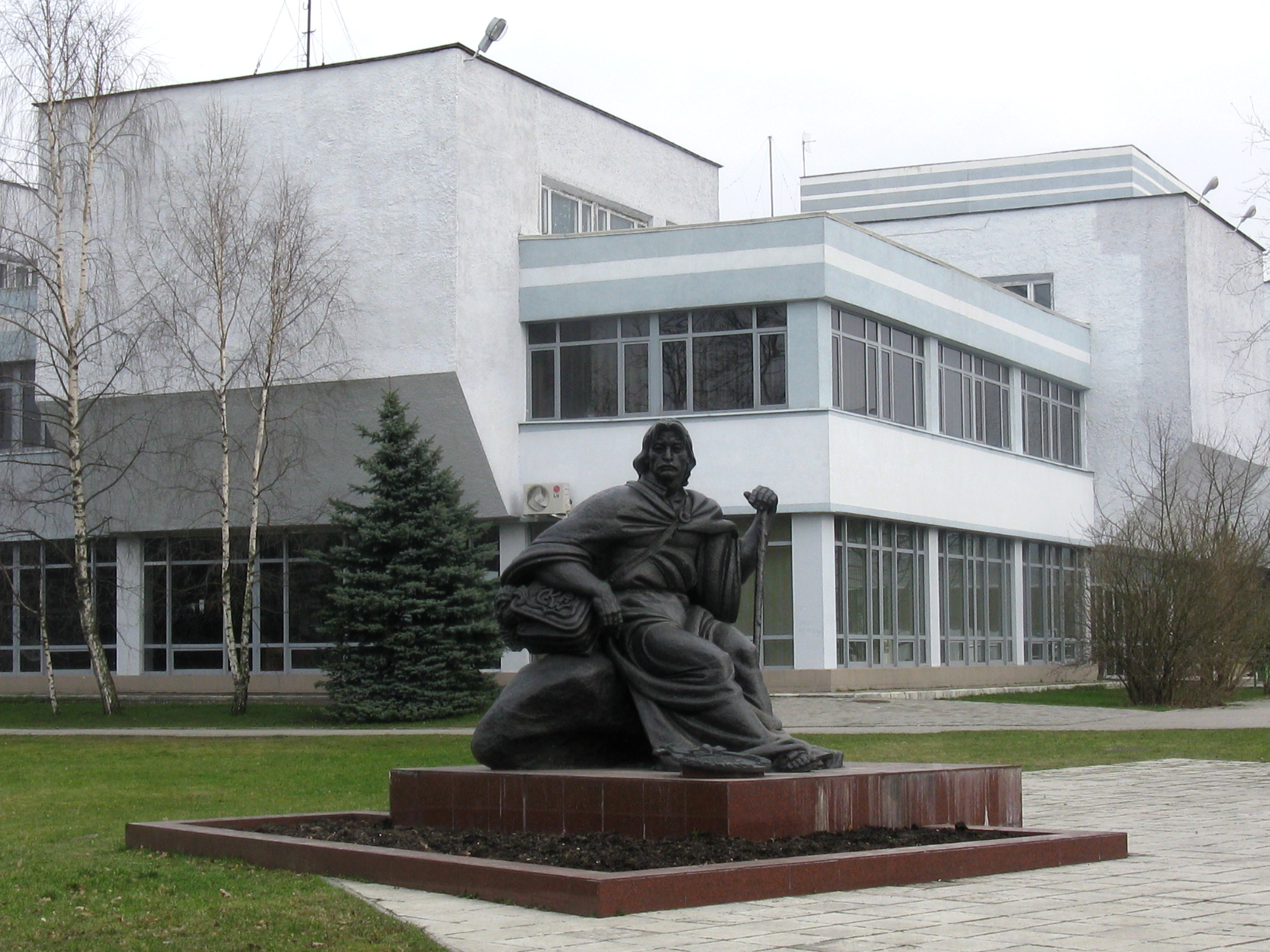
Памятник в Калининграде
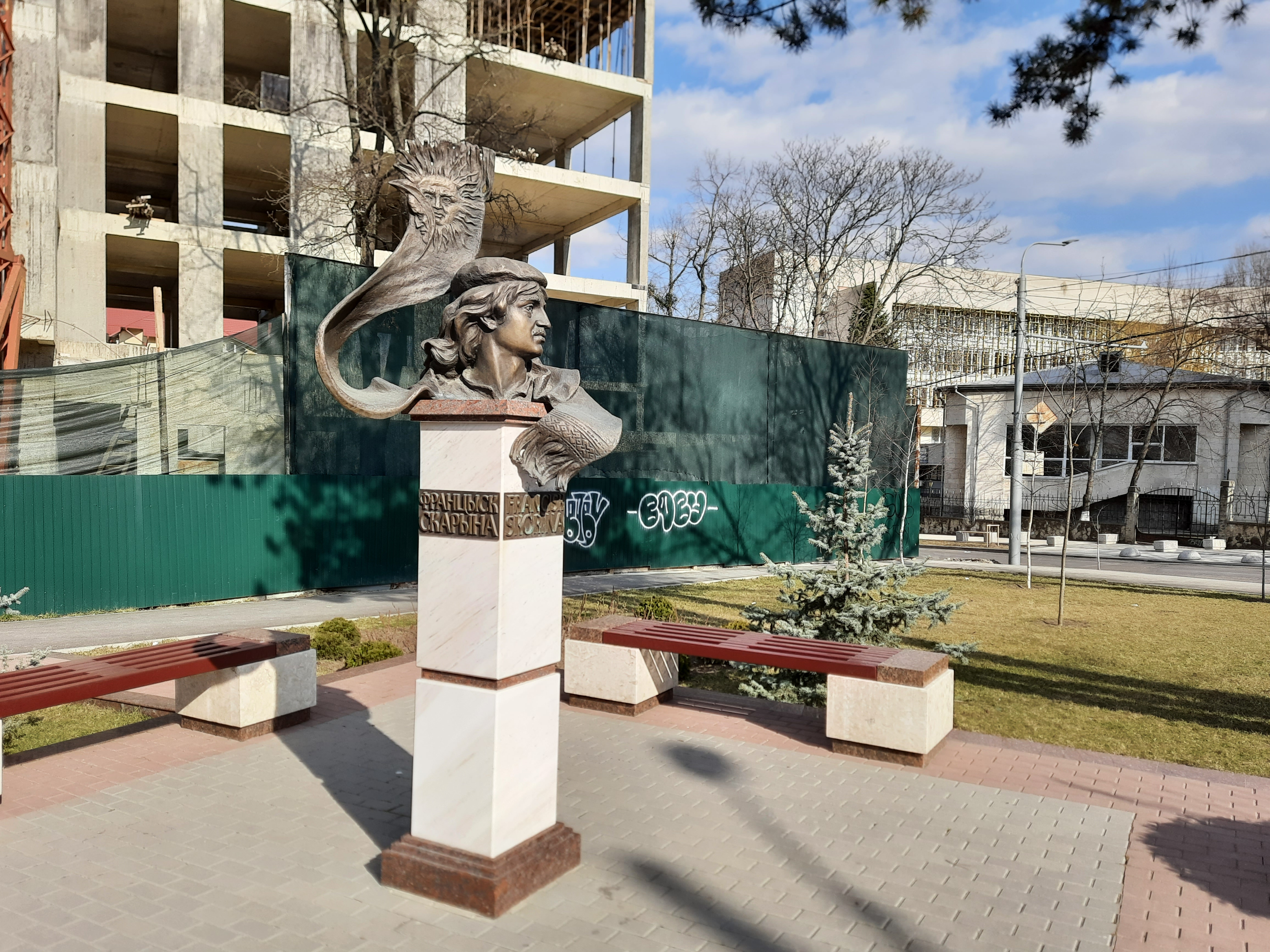
Памятник в Кишинёве
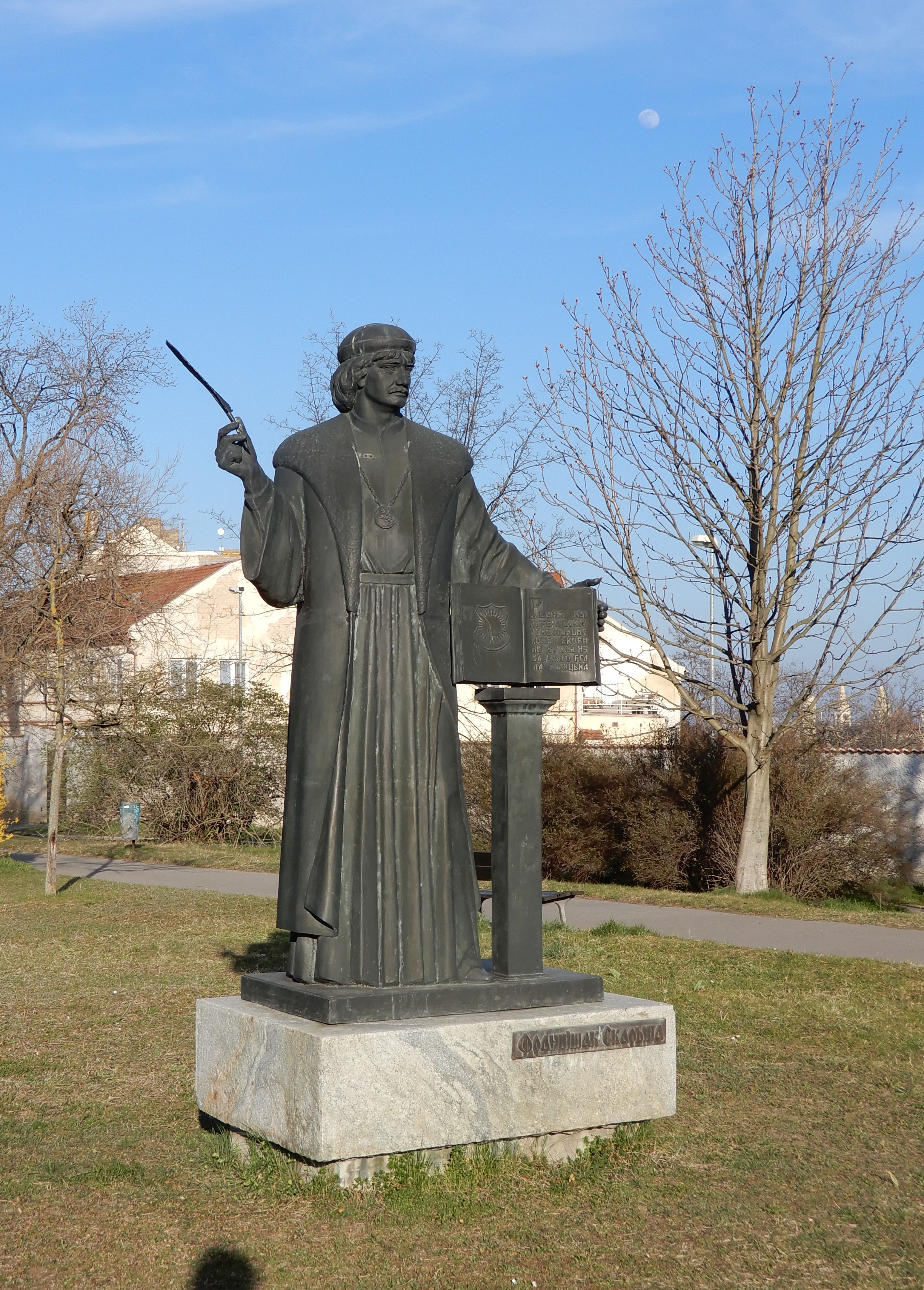
Памятник в Праге

## Издания
- Б43 Белорусские мыслители XVI—XVII вв. Избранные труды. — Минск : Редакция журнала «Промышленно-торговое право», 2017. — 320 с. — (Наследие права)[54]. Издание приурочено к 500-летию белорусского книгопечатания. В данное издание вошли избранные произведения белорусских мыслителей XVI—XVII вв. — Ф. Скорины, А. Волана, М. Литвина, А. Олизаровского, Л. Сапеги, Х. Филалета, — посвящённые актуальным проблемам взаимосвязи права с философией, религией, государственностью, политикой и явлениями жизни общества того времени.